# Torneig d'escacs Memorial Max Euwe
El torneig d'escacs Memorial Max Euwe va ser un torneig anual d'escacs que es jugava en honor de Max Euwe (1901–1981) entre els anys 1987 i 1996. Es jugava principalment a Amsterdam, Països Baixos (el 1990 es va jugar a Rotterdam). El torneig es jugava normalment en quatre jugadors pel sistema de tots contra tots a doble volta, les edicions dels anys 1991 i 1996 hi va haver deu jugadors amb el sistema de tots contra tots en una única volta. La darrera edició del memorial va tenir lloc el 1996, bàsicament perquè el principal patrocinador Verenigde Spaarbank (VSB) va perdre el seu interés. El 1976, mentre Euwe encara vivia, es va fer un Torneig Jubileu.

## Quadre d'honor
| #  | Any  | Guanyador                                      |
| -- | ---- | ---------------------------------------------- |
| -  | 1976 | Anatoli Kàrpov                                 |
| 1  | 1987 | Anatoli Kàrpov Jan Timman                      |
| 2  | 1988 | Nigel Short                                    |
| 3  | 1989 | Jan Timman                                     |
| 4  | 1990 | Víktor Kortxnoi                                |
| 5  | 1991 | Valeri Sàlov Nigel Short                       |
| 6  | 1992 | Nigel Short Viswanathan Anand                  |
| 7  | 1993 | Nigel Short Viswanathan Anand Vladímir Kràmnik |
| 8  | 1994 | Garri Kaspàrov                                 |
| 9  | 1995 | Joël Lautier                                   |
| 10 | 1996 | Vesselín Topàlov Garri Kaspàrov                |